# Curtisia dentata

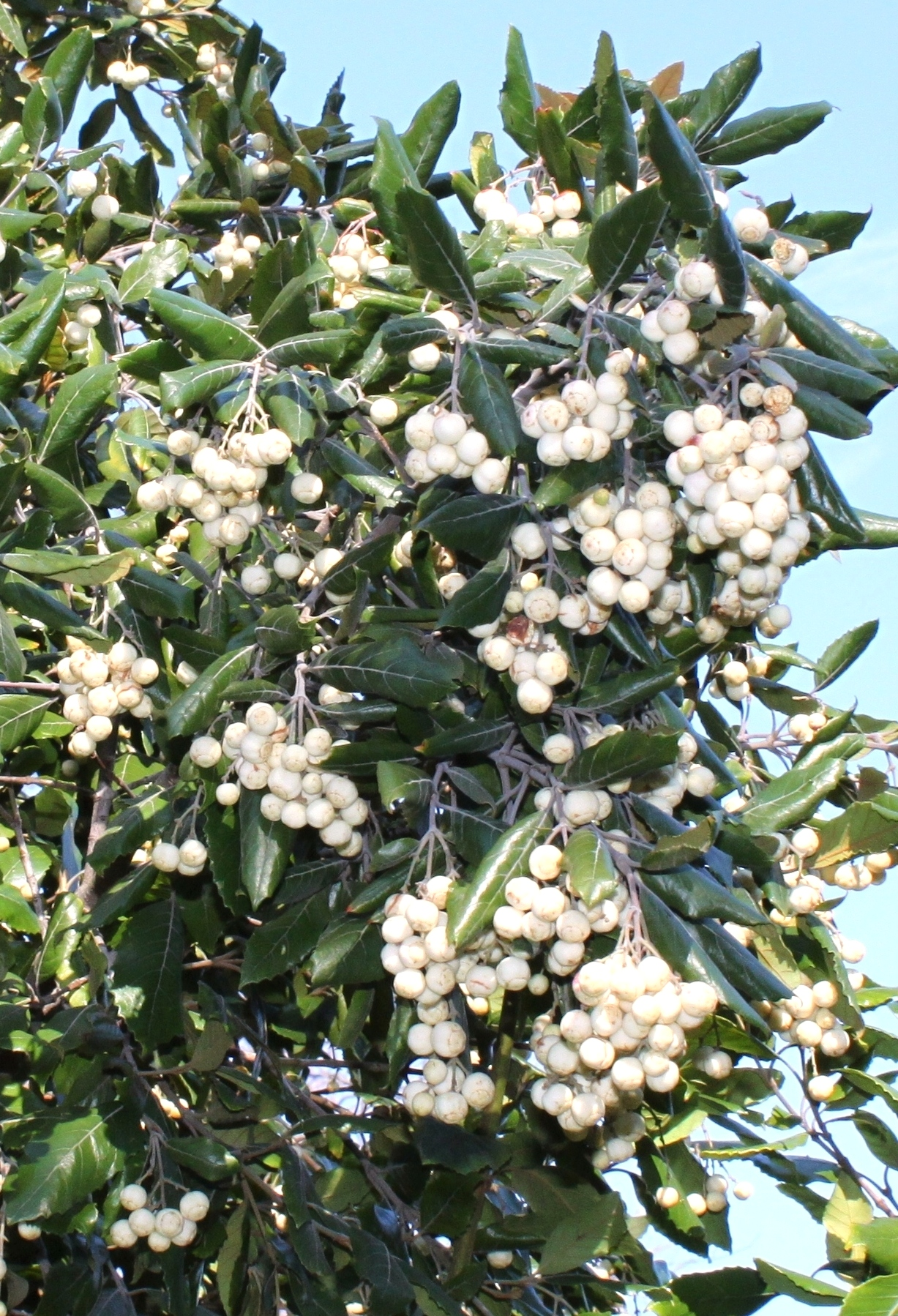
Owoce

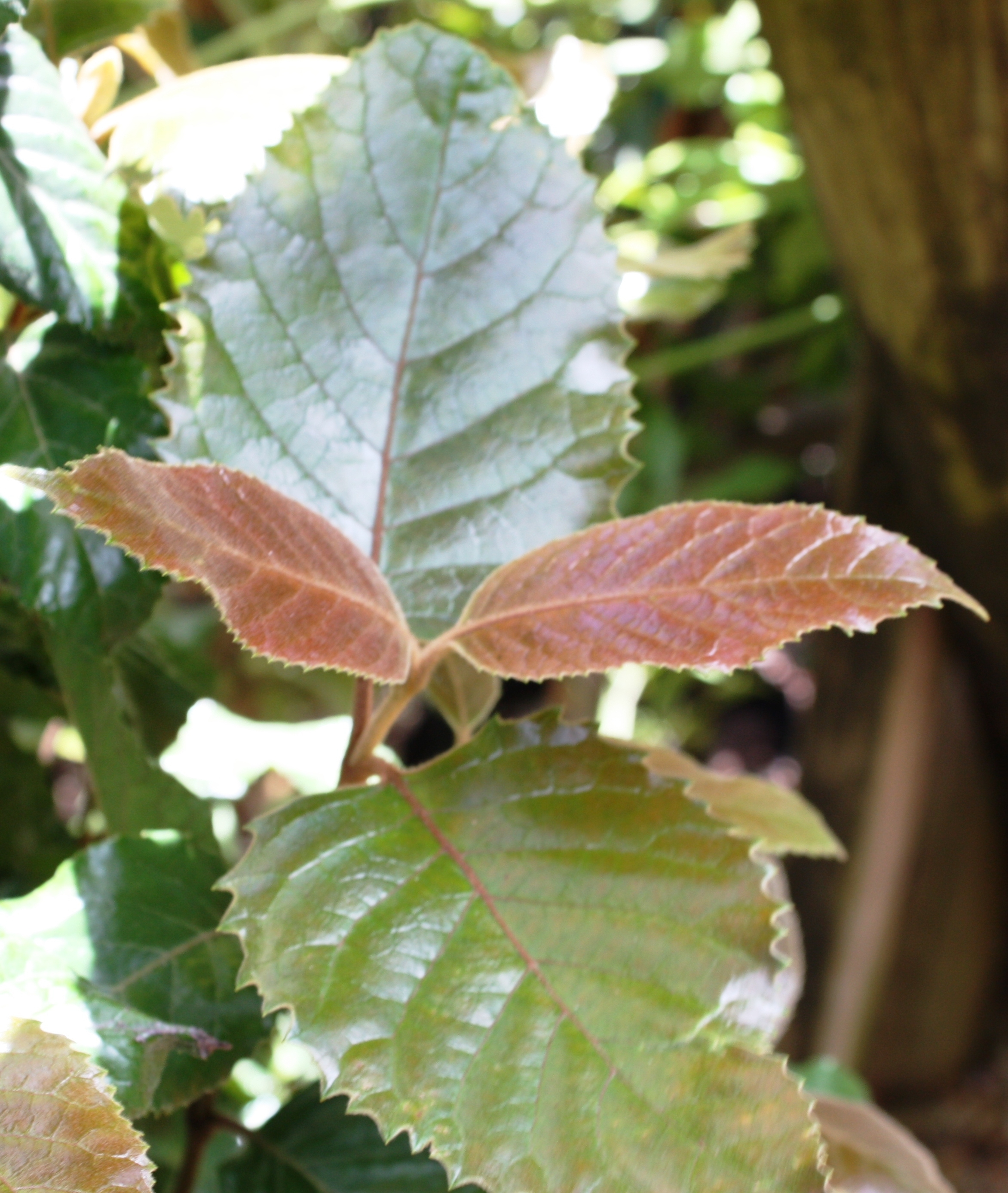
Liście

Curtisia dentata – gatunek z monotypowego rodzaju Curtisia i rodziny Curtisiaceae z rzędu dereniowców. Występuje w górskich lasach w Zimbabwe, Mozambiku i Republice Południowej Afryki. Jako gatunek introdukowany rośnie także na Wyspie Świętej Heleny.
Drzewo dostarcza cenionego, twardego drewna, używanego do wyrobu szprych i mebli. W ofercie handlowej drewno znane jest pod nazwą „assagai wood”.

## Morfologia
PokrójZimozielone drzewo osiągające do 20 m wysokości. Młode pędy są gęsto, brązowo owłosione. Włoski są jednokomórkowe.
LiścieNaprzeciwległe, szeroko jajowate do eliptycznych, wyraźnie ząbkowane, z wyraźnym użyłkowaniem widocznym po dolnej stronie blaszki liściowej.
KwiatyZebrane w silnie rozgałęzione kwiatostany w formie tyrsu rozwijające się na końcach gałęzi. Kwiaty są drobne, siedzące, 4-krotne, z podwójnym okółkiem okwiatu zawierającym niepozorne listki o długości do 2 mm. Zalążnia jest dolna, czterokomorowa, z pojedynczymi zalążkami w komorach. Znamię jest czterołatkowe.
OwocePestkowce czteronasienne.

## Systematyka
Pozycja systematyczna według APweb (aktualizowany system APG IV z 2016)
Rodzina siostrzana dla Grubbiaceae w obrębie rzędu dereniowców (Cornales):
|  | Grubbiaceae  |
|  |              |
|  | Curtisiaceae |
|  |              |

|  | Loasaceae – ożwiowate         |
|  |                               |
|  | Hydrangeaceae – hortensjowate |
|  |                               |

|  | Grubbiaceae  |
|  |              |
|  | Curtisiaceae |
|  |              |

|  | Loasaceae – ożwiowate         |
|  |                               |
|  | Hydrangeaceae – hortensjowate |
|  |                               |

|  | Grubbiaceae  |
|  |              |
|  | Curtisiaceae |
|  |              |

|  | Loasaceae – ożwiowate         |
|  |                               |
|  | Hydrangeaceae – hortensjowate |
|  |                               |

|  | Grubbiaceae  |
|  |              |
|  | Curtisiaceae |
|  |              |

|  | Loasaceae – ożwiowate         |
|  |                               |
|  | Hydrangeaceae – hortensjowate |
|  |                               |